# Alimento pronto

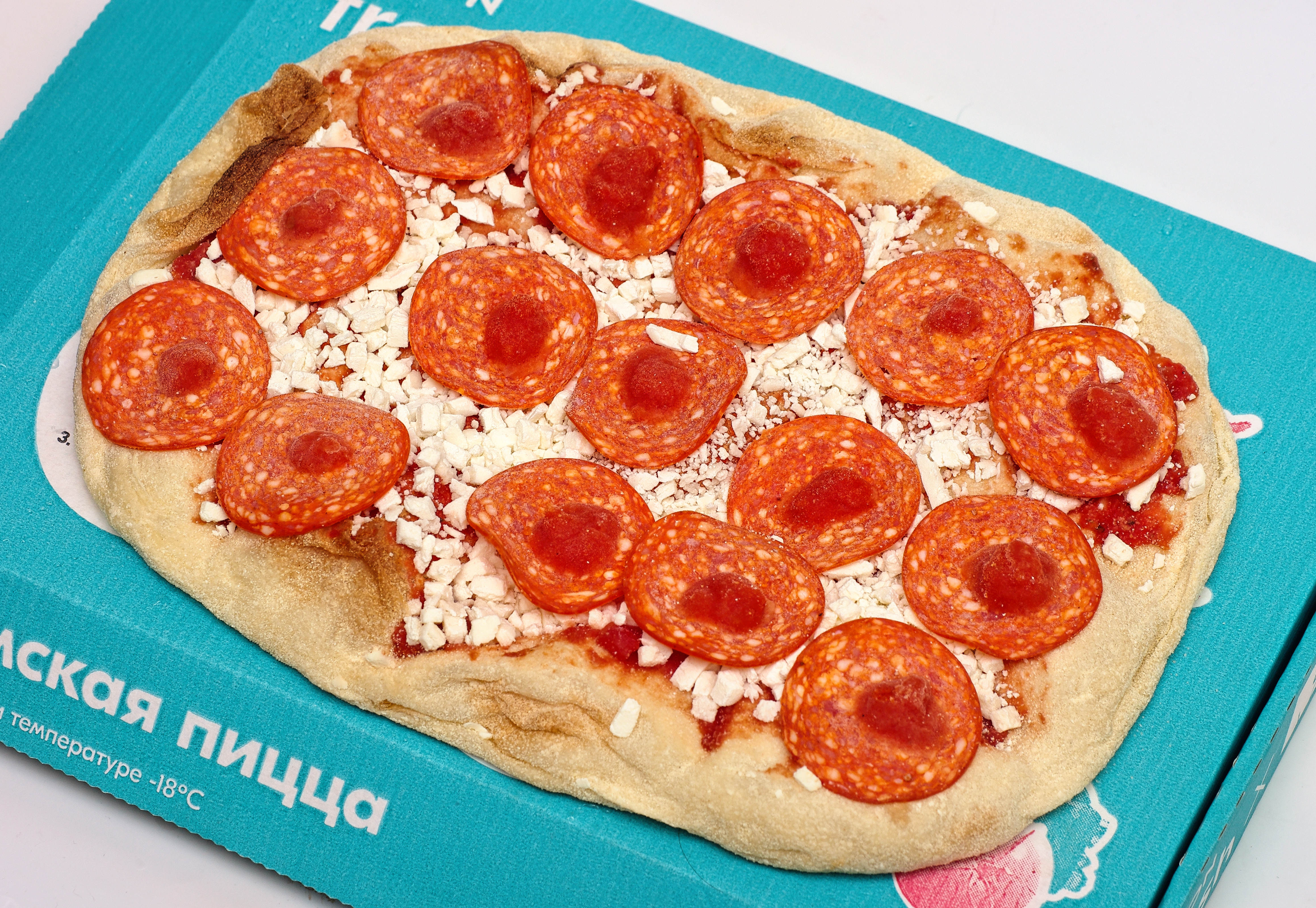
Pizza surgelata

Con alimento pronto (o cibo pronto) si intende quello preparato su vasta scala e solitamente trasformato a livello agroalimentare. Gli alimenti pronti sono solitamente già pronti da consumare, sono facilmente trasportabili e hanno una lunga durata di conservazione. I cibi pronti comprendono prodotti secchi pronti per il consumo, surgelati, conserve alimentari, piatti precotti, cibi in busta da preparare e spuntini. Spesso gli alimenti pronti contengono additivi destinati a renderli più appetibili. Sebbene i piatti serviti nei ristoranti rispettino alcuni di questi criteri, raramente viene ad essi applicata la definizione di "alimento pronto".
Può anche essere facilmente trasportabile, avere una lunga durata di conservazione o offrire una combinazione di tali caratteristiche convenienti. Gli scienziati alimentari ora considerano la maggior parte di questi prodotti come alimenti ultralavorati e li collegano a scarsi risultati per la salute.
Il cibo pronto è preparato commercialmente per facilitarne il consumo. I prodotti designati come cibo pronto sono spesso venduti come piatti caldi e pronti da mangiare, a temperatura ambiente e a lunga conservazione, o refrigerati o congelati che richiedono una preparazione minima (tipicamente solo il riscaldamento). Il cibo pronto è stato anche descritto come cibo creato per "renderlo più attraente per il consumatore" ed è un modo (come anche i ristoranti) per far risparmiare tempo ai consumatori. Il cibo del ristorante è preparato dal personale e servito pronto per essere consumato, mentre il cibo pronto richiede solitamente una preparazione rudimentale. Entrambi in genere costano di più ma prevedono meno tempo rispetto alla cucina casalinga da zero.

## Storia
Pane, formaggio, cibo salato e altri cibi preparati sono stati venduti per migliaia di anni. Altri alimenti sono nati grazie all'evoluzione della tecnologia alimentare. I tipi di cibi pronti possono variare in base al paese e alla regione geografica. Alcuni cibi pronti sono stati criticati a causa del loro contenuto nutrizionale calorico non idoneo e su come il loro imballaggio abbia aumentato la quantità di rifiuti solidi nelle discariche. Proprio per tali ragioni, vari enti si sono impegnati per ridurre gli aspetti malsani degli alimenti precotti e per combattere l'obesità infantile.
Nel corso della storia, le persone hanno acquistato cibo da panetterie, lattiere, macellerie e altri trasformatori commerciali per risparmiare tempo e fatica. Gli Aztechi del Messico centrale utilizzavano diversi cibi pronti che richiedevano solo l'aggiunta di acqua per la preparazione, che venivano utilizzati dai viaggiatori. La farina di mais macinata e seccata, chiamata pinolli, veniva utilizzata dai viaggiatori come cibo pronto in questo modo.
Il cibo in scatola fu sviluppato nel XIX secolo, principalmente per uso militare, e divenne più popolare durante la prima guerra mondiale. L'espansione dell'inscatolamento dipese in modo significativo dallo sviluppo di fabbriche di conserve per produrre grandi quantità di lattine a basso costo. Prima del 1850, per realizzare una scatola per il cibo era necessario un lattoniere esperto; in seguito, un lavoratore non specializzato, che azionava una macchina per la fabbricazione di lattine, poteva produrre 15 volte più lattine al giorno.
Uno dei primi alimenti trasformati su scala industriale fu l'industria della lavorazione della carne. Dopo l'invenzione di un sistema di vagoni frigoriferi nel 1878, gli animali potevano essere allevati e macellati a centinaia (in seguito migliaia) di chilometri di distanza dal consumatore.
L'esperienza della seconda guerra mondiale ha contribuito allo sviluppo di cibi surgelati e dell'industria alimentare surgelata. Il cibo pronto moderno ha visto i suoi inizi negli Stati Uniti durante il periodo che è iniziato dopo la seconda guerra mondiale. Molti di questi prodotti hanno avuto origine da cibi sviluppati dai militari progettati per durare a lungo e per essere facilmente preparati sul campo di battaglia. Dopo la guerra, diverse aziende alimentari commerciali avevano strutture di produzione avanzate e alcune di queste aziende hanno creato nuovi cibi liofilizzati e in scatola per uso domestico. Come molte introduzioni di prodotti, non tutti hanno avuto successo: i prodotti alimentari di base come bastoncini di pesce e pesche in scatola sono stati controbilanciati da fallimenti come bastoncini di prosciutto e cheeseburger in scatola. Tuttavia, questa nuova attenzione ai cibi pronti e l'uso della tecnologia in cucina hanno alleviato il lavoro che era tradizionalmente svolto dalle donne e quindi i pasti che potevano essere preparati rapidamente hanno permesso alle donne di esercitare un maggiore controllo sul loro tempo.
Un sondaggio del 1984 aveva attribuito oltre un terzo dei fondi spesi dai consumatori per il cibo in Gran Bretagna all’acquisto di cibo pronto.
A partire dal 2010, a causa della crescente preferenza per il cibo fresco, "naturale", intero e biologico e per le preoccupazioni sulla salute, l'accettabilità del cibo trasformato per i consumatori negli Stati Uniti stava calando e la reputazione dei principali marchi di cibo confezionato era stata danneggiata. Le aziende hanno risposto offrendo formulazioni "più sane" e acquisendo marchi con una migliore reputazione.
Il mercato globale dei cibi pronti ha raggiunto 623,5 milioni di USD nel 2022 e si prevede che assisterà a una crescita redditizia raggiungendo fino a milioni di USD entro il 2031.

## Tipi
I cibi pronti possono includere prodotti come caramelle; bevande come bibite analcoliche, succhi e latte; noci, frutta e verdura fresche o conservate; carni e formaggi lavorati; e prodotti in scatola come zuppe e piatti di pasta. Altri cibi pronti includono pizza surgelata, patatine come le patatine fritte (conosciute in Gran Bretagna come crisps), pretzel, e biscotti.
Questi prodotti sono spesso venduti in confezioni monodose e porzioni controllate, progettate per la portabilità.

### Miscele confezionate
I mulini da grano producono farina per la panificazione da migliaia di anni. In tempi più recenti la farina è stata venduta con altri ingredienti mescolati, così come altri prodotti pronti da cucinare. Le miscele confezionate sono cibi pronti che in genere richiedono una certa preparazione e cottura in forno o sul fornello.
Le miscele per prodotti da forno confezionati in genere utilizzano agenti lievitanti chimici (comunemente chiamati lievito in polvere), per un risultato rapido e affidabile, evitando la necessità di manodopera specializzata che richiede molto tempo e il controllo del clima necessario per i tradizionali pani al lievito. Queste miscele confezionate producono un tipo di pane veloce.
Esempi includono miscele per torte, maccheroni al formaggio, miscele per brownie, e miscele per sugo. Alcune miscele confezionate possono avere un alto contenuto di grassi saturi.

### Per paese
Nel 2007, nel libro Australia's food & nutrition 2012 si è notato che in Australia si era verificato un netto aumento del consumo di cibo pronto.
Nella Repubblica d'Irlanda, i panini per la colazione mangiati dai lavoratori indaffarati divennero il simbolo del boom economico della Tigre Celtica.
In Giappone, gli onigiri (polpette di riso) sono un popolare cibo pronto che risale a millenni fa: nel periodo Heian erano abbastanza diffusi da essere menzionati nella letteratura. Altri cibi pronti giapponesi includono il tofu preparato (cagliata di fagioli), confezioni pronte di frutti di mare, ramen e noodles istantanei.
Nelle Filippine, confezioni pronte al consumo di piatti tradizionali come sisig, adobo e caldereta (uno stufato di carne di capra) sono prodotti popolari offerti dai minimarket in tutto il paese.
Il tonno in scatola conservato nell'olio è un alimento pronto all'uso nelle Isole Salomone.
In Russia, i pel'meni congelati, un tipo di gnocchi di carne, adottati dai popoli uralici come i Komi, i Mansi e gli Udmurti, sono noti almeno dal XVIII secolo, e i pel'meni prodotti industrialmente e preconfezionati sono un punto fermo dei reparti freezer dei supermercati.
Nell'Africa occidentale, la farina di manioca lavorata, grattugiata ed essiccata, è un alimento pronto all'uso molto diffuso.
Nel confronto mondiale, la maggior parte dei ricavi degli alimenti pronti viene generata in Cina (circa 154 miliardi di dollari nel 2024).
In risposta ai problemi legati alla salubrità dei cibi pronti e dei ristoranti, nel febbraio 2010 la Casa Bianca ha presentato un'iniziativa negli Stati Uniti, guidata da Michelle Obama e dalla sua campagna Let's Move!, per ridurre gli aspetti non salutari del cibo prodotto commercialmente e combattere l'obesità infantile. La signora Obama ha spinto l'industria a ridurre gli zuccheri e i sali presenti in molti cibi pronti, incoraggiando l'autoregolamentazione rispetto all'intervento governativo attraverso leggi e regolamenti. Nonostante la dichiarata preferenza di Michelle Obama per l'autoregolamentazione, la Food and Drug Administration ha annunciato che stava valutando la possibilità di quantificare le linee guida in legge, mentre altri gruppi e municipalità stanno cercando di aggiungere altre misure preventive come tasse e imposte mirate su questi prodotti.

## Vendita al dettaglio
In alcuni casi, le vendite al dettaglio di cibi pronti possono garantire margini di profitto più elevati per i rivenditori di generi alimentari rispetto ai profitti ottenuti dalle vendite dei singoli ingredienti presenti nei cibi pronti.

## Preoccupazioni per l'ambiente e la salute
Diversi gruppi hanno citato il danno ambientale degli imballaggi monodose dovuto al crescente utilizzo di plastica che contribuisce ai rifiuti solidi nelle discariche. A causa delle preoccupazioni sull'obesità e altri problemi di salute, alcune organizzazioni sanitarie hanno criticato l'alto contenuto di grassi, zucchero, sale, conservanti alimentari e additivi alimentari presenti in alcuni cibi pronti.
Nella maggior parte dei paesi sviluppati, l'80% del sale consumato proviene da alimenti preparati dall'industria (il 5% proviene da sale naturale; il 15% proviene da sale aggiunto durante la cottura o il consumo). Gli effetti sulla salute del sale si concentrano sul sodio e dipendono in parte da quanto se ne consuma. Una singola porzione di molti cibi pronti contiene una porzione significativa della dose giornaliera raccomandata di sodio. I produttori sono preoccupati che se il sapore del loro prodotto non è ottimizzato con il sale, non si venderà bene come i prodotti della concorrenza. I test hanno dimostrato che alcuni popolari cibi confezionati dipendono da quantità significative di sale per la loro appetibilità.

## Disuguaglianza sociale
Come affermato in precedenza, i cibi pronti coprono una varietà di gruppi alimentari e si presentano in numerose forme. Pertanto, esiste una varietà di cibi pronti sani e non sani. Ricerche come lo studio del 2002 di Kimberly Morland e altri, hanno correlato le disuguaglianze tra comunità a basso reddito e un maggiore accesso a cibi pronti non sani. Ciò è dovuto principalmente al declino dei supermercati a prezzi accessibili in alcune aree urbane.
Molte famiglie a basso reddito hanno difficoltà ad acquistare frutta e verdura fresca e pasti nutrienti per le loro famiglie a causa del prezzo dei prodotti. Queste famiglie si trovano spesso in deserti alimentari e il cibo fresco non è facilmente disponibile nella loro comunità. Quindi, le famiglie ricorrono all'acquisto di cibo ad alto contenuto di grassi, zucchero e sale perché queste opzioni altamente lavorate sono poco costose. Questi alimenti altamente lavorati costituiscono una parte significativa di cibi pronti non sani.

## Galleria d'immagini

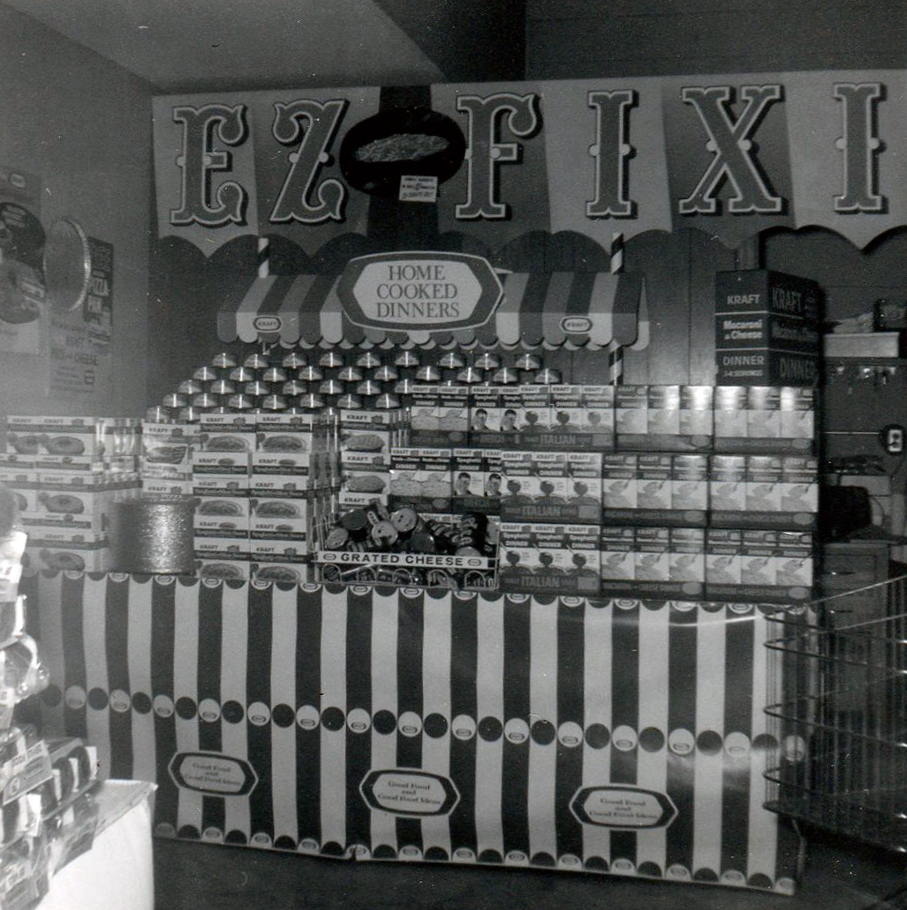
Esposizione di un supermercato nel 1966
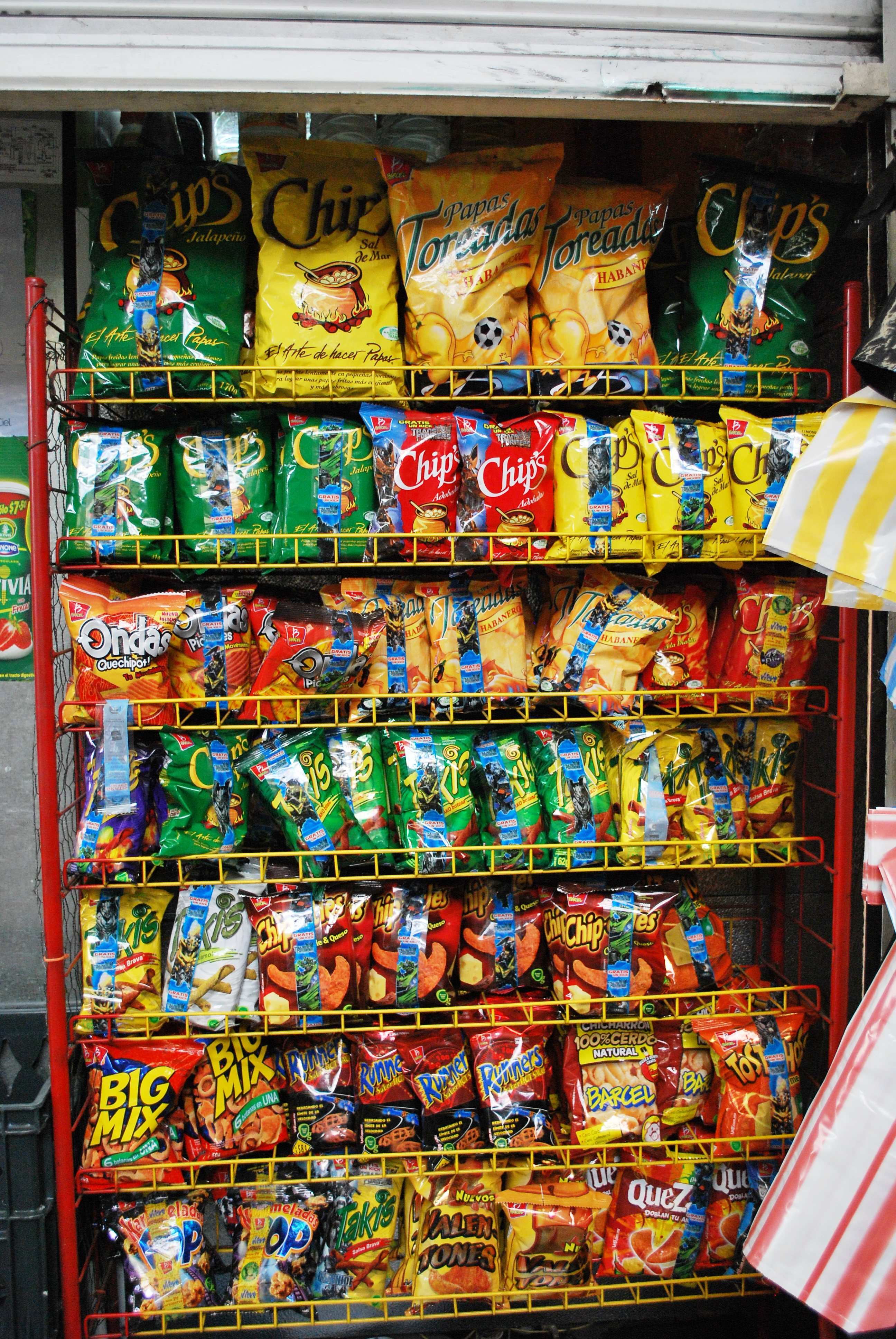
Scaffale di snack pronti
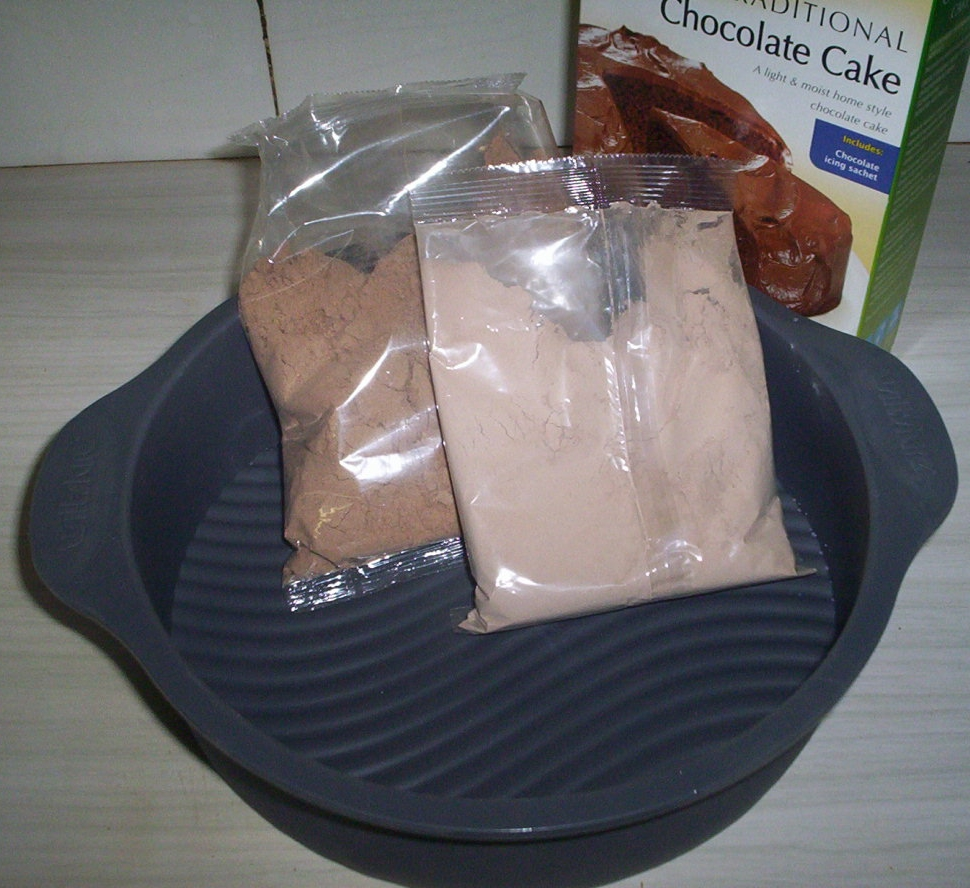
Una miscela per torta
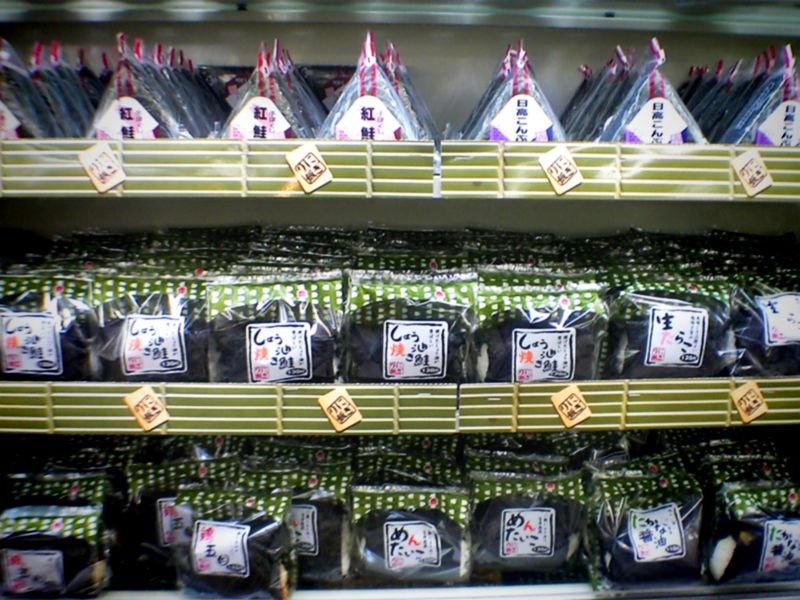
Onigiri in un minimarket a Kamakura, Giappone
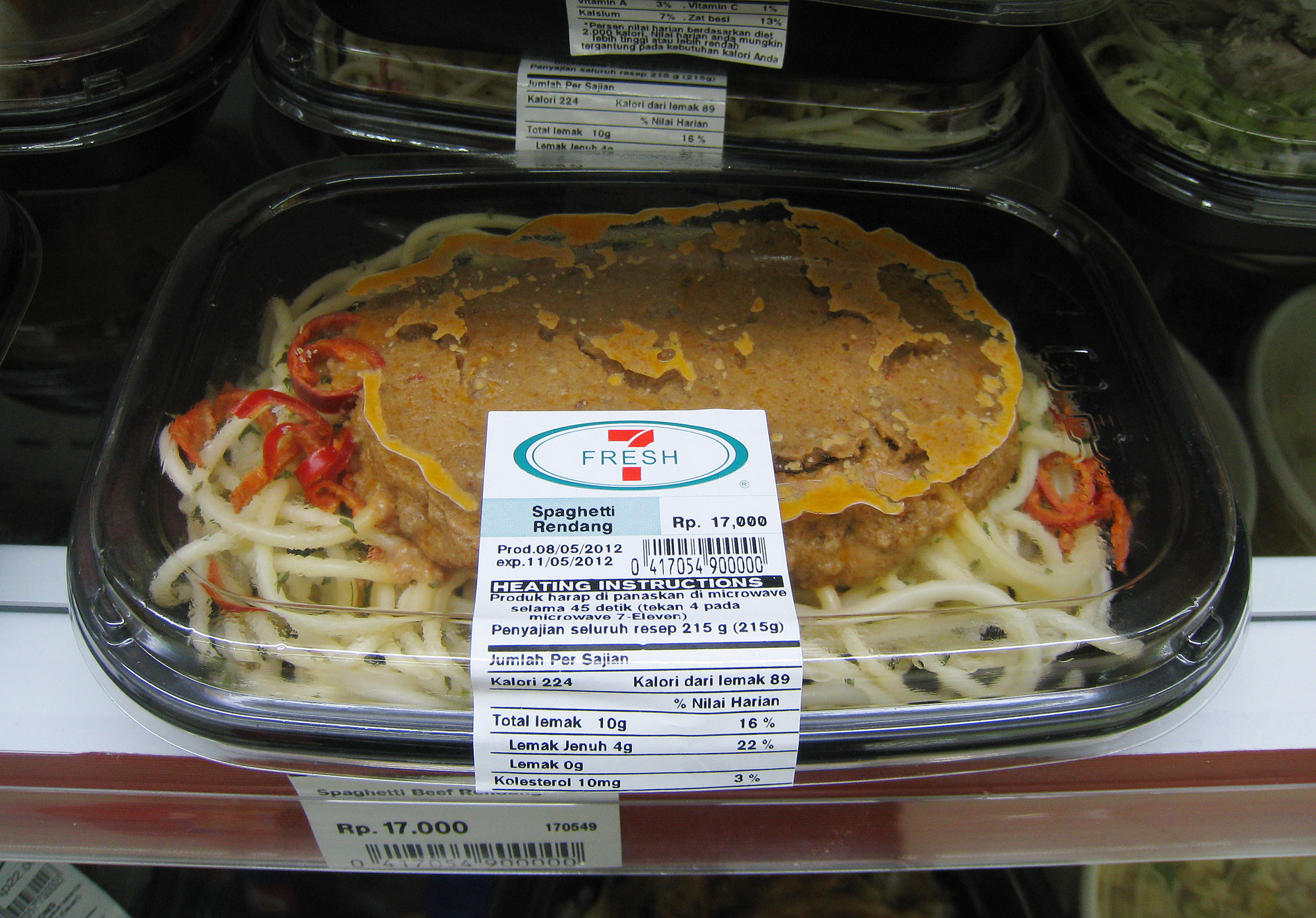
Cena refrigerata, da riscaldare nel forno a microonde
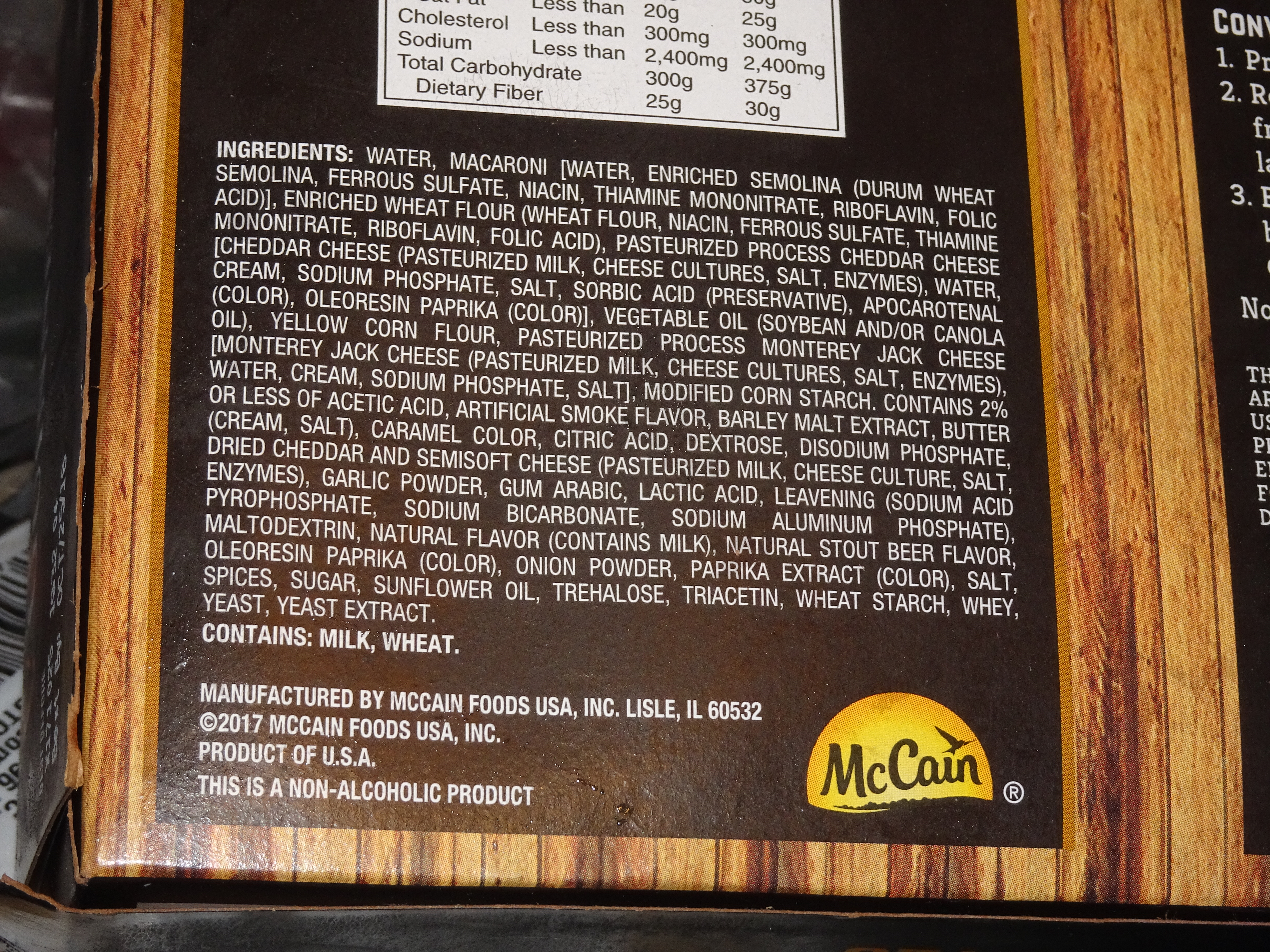
In questo alimento surgelato altamente lavorato vengono utilizzati molti conservanti, sali, coloranti e aromi artificiali.